# Cadeau publicitaire
Un cadeau publicitaire (ou objet publicitaire) est un objet de valeur généralement limitée offert à des clients actuels ou potentiels, dans le but d'assurer la promotion d'un produit ou d'un service dans le cadre d'une campagne publicitaire, ceci dans le but de les séduire ou de les fidéliser. C'est notamment un moyen de communiquer auprès d'une cible déterminée. La promotion des ventes n'est pas le seul objectif poursuivi par les entreprises achetant des objets publicitaires : l'événementiel, le cadeau de fin d'année, le textile d'entreprise, les relations presse, etc. font partie des nombreux temps forts de l'entreprise déclenchant la création de cadeaux personnalisés représentant l'image de l'entreprise, de la marque, du produit, du service. Le cadeau publicitaire est souvent acheté à travers de site e-commerce, existe également des show-room ou bien des évènements dédié à cela.
D'après une étude menée par l'agence Advernomics de Cologne, 76 % des personnes accueilleraient favorablement l'objet publicitaire et 73 % voudraient qu'il y en ait davantage. Il a été établi que l'objet publicitaire avait une valeur affective supérieure parce qu'il était considéré comme un cadeau et non simplement comme un outil de communication. L'étude révèle encore que 72 % des personnes mémorisent le nom de l'entreprise présent sur un objet publicitaire, contre seulement 49 % des personnes qui y sont confrontées via les publicités télévisuelles.[réf. nécessaire]
Une seconde étude de mars 2013 réalisée par Ginger pour le compte de 2FPCO confirme l'accueil positif par les consommateurs des objets promotionnels et la forte mémorisation de la marque : 79 % des Français souhaitent en recevoir plus, 81 % se souviennent de la marque apposée sur les objets publicitaires. L'étude met aussi en lumière une demande forte de traçabilité et d'étiquetage des objets publicitaires en particulier sur leur provenance. Les Français sont ainsi 82 % à se montrer favorables à l'étiquetage sur l’origine du cadeau publicitaire.
Un objet publicitaire peut avoir plusieurs intentions pour l'entreprise qui choisit de l'utiliser. En effet, un objet publicitaire peut être marqué ou non (personnalisé avec le logo de l'entreprise par exemple) et être offert dans un but marchand ou non. L'objet peut être donné sans but de créer un lien avec l'achat final (notoriété, image, relation client). Il peut aussi servir clairement de lien avec un achat futur (fidélisation, parrainage, stimulation).

## Droit français
La valeur maximale autorisée d'un cadeau publicitaire dépend du prix de vente net TTC de l'article acheté. Si le prix de l'article est inférieur ou égal à 80 euros, elle s'élève à 7 % de ce prix.
Dans le cas contraire, elle vaut 5 euros plus 1 % de ce prix.
De plus, le cadeau doit faire l'objet d'un étiquetage spécifique (« Échantillon gratuit, ne peut être vendu » et indication du commanditaire de la publicité).

## Législation fiscale sur les cadeaux d'affaires
Selon l'Arrêté du 9 juin 2011 (NOR : EFIE1112236A), si le cadeau a une valeur inférieure à 65 € TTC (par bénéficiaire et par année, frais d'emballage et de port compris), il est possible de récupérer la TVA acquittée lors de l'achat, à condition toutefois, que ces dépenses aient été engagées dans l'intérêt de l'entreprise, qu'elles aient une cause licite et qu'elles ne correspondent pas à un service rendu ou à l'achat d'un produit.
Par ailleurs, lorsqu'un cadeau est constitué par la somme de plusieurs objets pouvant être remis séparément, c'est la valeur totale de ces objets qui doit être retenue et non celle de la valeur de chaque article. Enfin et par principe, la valeur des cadeaux d'entreprise est déductible du résultat annuel dès lors qu'ils sont faits dans l'intérêt de l'entreprise. Les dépenses supérieures à 3000€ doivent être inscrites sur le relevé détaillé des frais généraux n°2067. Cette optimisation fiscale est un attrait supplémentaire pouvant inciter les entreprises à utiliser le media objet pub pour communiquer.

## Nouvelles tendances de l'objet publicitaire
Depuis plusieurs années, les annonceurs et entreprises françaises recherchent de plus en plus des produits publicitaires sur-mesure, ayant des besoins différents. Cette tendance favorise les fabricants et importateurs à trouver des nouvelles alternatives économiques favorables et des offres de produits différentes, souvent en provenance d'Europe : des délais plus courts, une réduction de l'impact environnemental en CO2, un respect des normes produits plus grand, des minimum de production moins importants et une qualité des produits répondant davantage aux normes européennes en vigueur.
Les entreprises sont de plus en plus conscientes de l'importance de proposer des produits de qualité à leurs clients. Elles sont donc en train de se positionner sur des produits qui offrent une qualité supérieure et des performances fiables pour répondre aux besoins et aux attentes des consommateurs. Cette stratégie vise à améliorer la satisfaction et la fidélité des clients, ce qui peut entraîner de meilleures ventes et une plus grande rentabilité pour l'entreprise. Les entreprises sont donc à la recherche de produits qui sont bien conçus, durables et offrent une bonne valeur pour l'argent.
Les produits écoresponsables sont de plus en plus mis en avant par les entreprises dans leurs communications autour des objets qu'elles proposent. En effet, elles s'efforcent de promouvoir des produits qui sont fabriqués de façon durable et respectueuse de l'environnement. Elles s'engagent ainsi à offrir des produits à leurs clients qui sont responsables, économes en ressources naturelles et qui sont plus respectueux de l'environnement. Les produits éco-responsables sont donc une excellente option pour les entreprises souhaitant offrir des produits de qualité à leurs clients tout en réduisant leur impact sur l'environnement.
Les marques souhaitent également s'associer à des produits de marque pour leurs collaborations. S'associer à ces grandes marques permettra à votre message de passer dans les meilleures conditions. Ces produits peuvent prendre diverses formes, allant des vêtements et des accessoires aux produits d'électronique grand public et aux produits cosmétiques. Les produits de marque peuvent également inclure des produits alimentaires, des produits de santé et des produits de divertissement. Les marques collaborent avec des entreprises pour créer des produits qui leur sont propres et qui répondent aux besoins et aux intérêts de leurs clients. Les produits de marque peuvent être vendus en ligne et en magasin, et peuvent offrir des rabais spéciaux lorsqu'ils sont achetés en grande quantité.

## L'importance des objets publicitaires pour les entreprises
Les objets publicitaires ne se limitent pas à de simples cadeaux offerts lors d'événements. Ils constituent une véritable opportunité stratégique pour les entreprises souhaitant laisser une impression durable. Choisir des objets originaux permet de se différencier et de mettre en avant la marque de manière marquante.

## Organes représentatifs de la profession
Au niveau national, certains acteurs du marché (fabricants, fournisseurs, distributeurs et marqueurs) sont regroupés au sein de la Fédération Française des Professionnels de la Communication par l'objet (2FPCO). Fondée en 2004, elle a pour mission la professionnalisation, la représentation, la défense et la promotion du secteur de la communication par l'objet (cadeaux d'affaires et objets publicitaires) en général et les intérêts professionnels de ses membres en particulier, au travers notamment d'actions auprès des instances nationale et européenne. La veille réglementaire permanente et l'étude du marché de la communication font aussi partie de ses attributions.
Au niveau européen, la seule instance représentative connue est l'EPPA (European Promotional Products Association).